# Denisse van Lamoen
Denisse Astrid «Negrita» van Lamoen Gómez  (née le 12 septembre 1979) est une archère chilienne. Sa performance la plus notable fut une médaille d'or lors des Championnats du monde de tir à l'arc 2011 en arc classique individuel femme.

## Biographie
Denisse fait une première apparition en archerie professionnelle lors des Jeux olympiques d'été de 2000 à Sydney où elle est éliminée au premier tour par la Japonaise Sayoko Kawauchi-Kitabatake ; elle finira au 52e rang au total. Par la suite, en 2004, elle remporte une première victoire professionnelle lors des 16e Championnats panaméricains tenu à Valencia au Venezuela. Elle remporte ensuite le Grand Prix XIX Festival Olimpico Mexicano LG en 2005 et arrive 3e au Grand Prix Mexicano l'année suivante.
En 2006, elle participe aux Championnats panaméricains où elle finit 5e à l'individuelle et 11e à la compétition par équipe. À la suite d'une saison infructueuse à la Coupe du monde et aux championnats du monde, elle se présente aux Jeux panaméricains où elle finit 16e.
En 2010, elle retente sa chance à la Coupe du monde, encore une fois sans succès. À la compétition par équipe du Torneo Bicentenario de 2010, elle renoue avec le podium avec une deuxième place, pour la compétition individuelle, elle finit 5e. Elle fait également trois top 10 aux championnats panaméricains cette année-là, mais elle n'obtient aucun podium. En 2011, elle remporte le championnat du monde en arc classique individuel. Elle réussit ensuite deux neuvièmes place en Coupe du monde et trois podiums au tournoi international Batalla de Carabobo.
En 2012, elle participe aux Jeux olympiques d'été de 2012 à Londres. Elle est éliminée au premier tour par la géorgienne Kristine Esebua.

## Palmarès
- Jeux olympiques
  - 52e à l'individuel femme aux Jeux olympiques d'été de 2000 à Sydney.
  - 33e à l'individuel femme aux Jeux olympiques d'été de 2012 à Londres.

- Championnats du monde
  -  Médaille d'or à l'individuel femme aux championnats du monde à Turin.
  - 81e aux Championnats du monde de tir à l'arc 2007 à Leipzig.